# Lisa Zeidner
Lisa Alison Zeidner (geboren 27. März 1955 in Washington, D.C.) ist eine US-amerikanische Autorin.

## Leben
Lisa Zeidner studierte an der Carnegie-Mellon University (B.A.) und an der Johns Hopkins University (M.A.) und lehrt seit 1979 Literatur an der Rutgers University in Camden, New Jersey.
Ihr Gedichtband Pocket Sundial (Wisconsin) erhielt 1988 den Brittingham Prize in Poetry. Zeidner hat für Universal Studios und Focus Features Drehbücher geschrieben. Sie hat in verschiedenen Feuilletons der Ostküstenpresse Rezensionen veröffentlicht.

## Werke
- Love bomb. New York : Farrar, Straus and Giroux, 2012
  - Die falsche Braut : Roman. Übersetzung Christel Dormagen. Frankfurt am Main : Suhrkamp Verlag, 2015
- Layover : a novel. New York : Random House, 1999
  - Zwischenstop : Roman. Übersetzung Adelheid Dormagen. Frankfurt am Main : Suhrkamp Verlag, 2003
- Limited partnerships : a novel. San Francisco : North Point Press, 1989
- Pocket sundial. Madison, Wis. : University of Wisconsin Press, 1988
- Alexandra Freed : a novel. New York : Knopf, 1983
- Talking cure : poems. Lubbock, Tex. : Texas Tech Press, 1982
- Customs. New York : Knopf : Random House, 1981
- Cuts. Baltimore : Johns Hopkins University, 1977 (M.A.)